# Rudíkov
Rudíkov (starší názvy Rvdwicow, Rvdwyco, Rudwicowi, Rudvíkov) je obec v okrese Třebíč v Kraji Vysočina. Žije zde 772 obyvatel.
Kolem obce prochází železniční trať Křižanov – Studenec a frekventovaná silnice z Třebíče do Velkého Meziříčí spojující Třebíč s dálnicí D1. Na západ od obce se nachází Bukový kopec (600 m n. m.), obce se nachází na severovýchodním okraji Jaroměřické kotliny. Nedaleko obce protéká Klapovský potok.
Sousedními obcemi sídla jsou Vlčatín, Hodov, Nárameč, Hroznatín, Přeckov a Trnava.

## Geografie
Ze severu na jih přes území obce a podél zastavěného území obce prochází silnice II/360 z Velkého Meziříčí do Pocoucova a Třebíče, těsně za jižní hranicí území obce vychází z této silnice východně silnice II/390 do Náramče. Západně z této silnici na jižní hranici území obce vychází silnice do Přeckova, ze silnice vede tzv. stará silnice přes zastavěné území obce, z té pak vychází západně silnice do Hroznatína. Od železniční stanice Rudíkov na severním okraji území obce vychází ze silnice II/360 silnice do Vlčatína. K železniční stanici vede silnice, z té pak vychází užitková silnice k zastavěnému území obce. Přes severní okraj území obce vede železniční trať Křižanov–Studenec, u silnice II/360 se pak nachází železniční stanice Rudíkov. Podél severní hranice území obce vede nečíslovaná cyklostezka, další nečíslovaná cyklostezka vychází ze zastavěného území obce, přes území obce pak vede i cyklostezka 5112. Další nečíslovaná cyklostezka vede i podél západní hranice území obce nedaleko Hroznatína. Přes území obce vede zelená turistická stezka, na západním okraji se území obce dotýká také žlutá turistická stezka.
Část území obce je využívána zemědělsky, velká část je však částečně nebo plně zalesněna, na většině území se nachází remízky nebo izolované stromy. Časté jsou i meze nebo balvany. Zemědělsky využívané jsou primárně plochy na východním a jihozápadním okraji obce. Na jižním okraji zastavěného území obce se nachází rozlehlý areál JZD, u silnice II/360 se nachází průmyslové areály společností sofiMarket a autaWS.
Část severní hranice území obce je tvořena Hroznatínským potokem, ten pramení asi 1 km od západní hranice území obce a následně se brzy vlévá do potoku Oslavička. Oslavička pramení asi 3 km západně od hranice území obce u Horních Vilémovic, následně přitéká na území obce, protéká přes rybník Pod kravínem, tvoří část západní hranice území obce, pak teče severovýchodně a tvoří nepojmenovaný rybník a následně tvoří severní hranici území obce, do Oslavičky se pak vlévá několik nepojmenovaných potoků a pak se stáčí severně a asi po 10 km ústí u Velkého Meziříčí do Oslavy. Část východní hranice území obce tvoří Mlýnský potok, ten pak protéká rybníkem Heradka a pak teče jižně a asi po 10 km ústí ve Vladislavi do Jihlavy. Na severním okraji zastavěného území obce pramení nepojmenovaný potok, který pak teče východně a ústí do Mlýnského potoka, na jižním okraji zastavěného území obce je soustava rybníků a rybník Visílka, který pak také teče východně a ústí do Mlýnského potoka. Na jižním okraji území obce se nachází Klášterský rybník, z něj vytéká potok Březinka.
Jižní část území je položena v nadmořské výšce kolem 500 metrů nad mořem, dále na sever a na západ krajina postupně stoupá a na západním okraji území dosahuje 600 metrů nad mořem, stejně vysoký je i Bukový kopec. Na severním okraji se nachází kopec s kótou 563 metrů a těsně za východní hranicí území obce se nachází Raubířské skály. Různé balvany a skály se nachází i různě po území obce.
Zastavěné území obce se nachází na východním okraji území obce, samotné území je poměrně rozlehlé, na severozápadním okraji se nachází nově vybudovaná čtvrť s rodinnými domy, v centru je kompaktní vesnice se starší zástavbou a na východním okraji se nachází novější zástavba, základní škola a občanská vybavenost. Na severním okraji území obce se nachází železniční stanice Rudíkov s několika domy v okolí. Na jižním okraji zastavěného území obce se nachází velký areál JZD. 
Na jižním okraji zastavěného území obce se nachází vyhlídka Rudíkov, nový rybník Visílka a na severním okraji se nachází vodojem v podobě ponorky.

## Hlubinné úložiště Horka
Nedaleko obce se nachází lokalita Horka, kde by mělo dle SÚRAO umístěno úložiště jaderného odpadu, v roce 2020 bylo rozhodnuto, že lokalita je mezi posledními čtyřmi kandidáty. Ke konci roku 2020 bylo oznámeno, že lokalita Horka stále je uvažována jako jedna z míst pro úložiště jaderného odpadu. Na počátku roku 2021 bylo obcím, v kterých je plánováno možné umístění úložiště, zaslán prostřednictvím Správy úložišť radioaktivních odpadů 1 milion korun; jednou z těchto obcí je i Rudíkov. V říjnu roku 2024 bylo oznámeno, že Ministerstvo životního prostředí ČR povolilo průzkum hlubinnými vrty v lokalitě.

## Historie
První písemná zmínka o obci pochází z roku 1236 (de Rvdwicowe), kdy Heřman z Rudíkova daroval patronaci kostela klášteru v Oslavanech, vesnice patřila k mostišťskému statku a částečně k panství osovskému. 
Roku 1355 Bušek z Mostiště daroval Archlebovi z Myslibořic věno na Oslavici a Rudíkově, roku 1358 spojili svoje majetky bratři Bušek, Znaťa a Bohuň z Mostiště a spojili tak majetky v Meziříčí a Rudíkově. V roce 1365 zakoupil Rudíkov a Hroznatín od Jindřicha z Osového, meziříčským patřila vesnice až do roku 1407. V tomto roce získal Rudíkov Petr z Náramče, podmínkou zapsání majetku bylo to, že bude ročně platit peněžitou odměnu třebíčskému klášteru, Petr pak předal majetek svému otci Buškovi z Náramče a tito dva spojili svoje majetky. Posléze tento majetek získal darem Zbyněk ze Stichovic, tomu patřil Rudíkov do roku 1415, kdy jej prodal svému bratrovi Mikulášovi, po něm pak Rudíkov zdědil jeho syn Zbyněk a posléze jeho vnuk Mikuláš. Mikuláš pak prodal v roce 1447 Rudíkov Blažkovi z Přeckova. Někdy kolem roku 1447 zanikla blízká vesnice Chroustov, ta patřila v roce 1367 Ondřejovi Rodálovi, kdy v tentýž rok ji prodal spolu s Přeckovem Mikulášovi z Náramče.
Ten pak roku 1449 zastavil vesnici Janovi Lhotkovi z Dlužína, zástavu nesplnil a tak roku 1464 jeho dědicové předali práva k Rudíkovu Janovi Lhotkovi a po něm zdědili Rudíkov tři synové, dva se majetku vzdali a prodali jej Janovi Bystřickému ze Studnic, ten tak konečně roku 1494 se stal majitelem celého Rudíkova. V roce 1496 prodal část Rudíkova Janovi z Lomnice a na Meziříčí a Rudíkov se stal součástí meziříčského panství. Další část pak získala Kateřina z Náramče, ta pak darovala majetek synovi a ten roku 1505 prodal majetky v Rudíkově Janovi z Lomnice.
Následně byl majitelem vsi Rudíkov (a dalších vesnic v okolí) jeho syn Zdeněk z Lomnice, ale ten v roce 1528 prodal svoji část panství Janovi z Pernštejna, kdy ten po několika dalších nákupech v roce 1529 byl majitelem celého původního panství. Jeho synové pak prodali v roce 1552 meziříčské panství i s Přeckovem Heldtům z Kementu. Po jeho smrti se jeho manželka vdala za Václava Berku z Dubé a Lipého a tak se majiteli panství stali Berkové z Dubé a Lipého. Po bitvě na Bílé hoře byla k farnosti v Rudíkově přifařena třebíčská a tasovská farnost, tento stav trval až do roku 1660.
Na počátku 17. století byl Ladislavovi Berkovi majetek konfiskován a on byl donucen v roce 1608 prodat majetek Ladislavovi Šleynovici ze Šleynic. Po smrti Jana Jetřicha Berky z Dubé a Lipého však nastaly spory o dědictví, kdy nakonec Anna Marie Khieslová z Kotsche (původně Berková z Dubé a Lipého) získala panství a to roku 1649 prodala panství Rudolfovi Kounicovi. Roku 1691 byla postavena škola, nová budova pak byla postavena v roce 1812, roku 1870 pak byla rozšířena na dvojtřídní a v roce 1887 na trojtřídní. V roce 1721 shořel kostel svatého Petra a Pavla. Syn Rudolfa Kounice Arnošt Kounic pak prodal panství Petrovi z Ugartu, Ugartové vlastnili panství do roku 1749, kdy je získal Karel z Lichtenštejna. V roce 1899 pak zemřela Leopoldina z Lobkovic, která zdědila panství a majitelem se stal její syn Rudolf z Lobkovic.
Roku 1900 byl v Rudíkově založen sbor dobrovolných hasičů, roku 1924 byl založen Sokol a později i Orel. V roce 1919 byla zasazena nedaleko školy Lípa svobody, v roce 1926 byly pořízeny nové zvony do kostela, jeden z nich zakoupila přímo obec Rudíkov. Roku 1924 požádaly vesnice Oslavička a Batouchovice o to, aby se mohly oddělit od Rudíkova. V roce 1929 byla postavena budova Orlovny, v roce 1930 byla vesnice elektrifikována a také byla opravena budova fary a kostel, o rok později pak byla otevřena i sokolovna. Během druhé světové války často zajíždělo do Rudíkova gestapo, které pátralo po Ireně Svobodové, manželce Ludvíka Svobody. Také byly rekvírovány zvony z kostela, jeden z nich byl v roce 1946 vrácen z Nizozemska. Po skončení druhé světové války byla Sokolem v roce 1946 odhalena pamětní deska umučeným občanům Rudíkova. V roce 1952 bylo v obci založeno JZD, to bylo v roce 1961 sloučeno s JZD v Hroznatíně, to se pak sloučilo s JZD v Oslavičce, Novém Telečkově a Horních Heřmanicích.
V roce 1972 při vojenském cvičení nedaleko vesnice havaroval vrtulník Mil Mi-4 s deseti lidmi na palubě, všichni zemřeli. Havárii připomíná kamenný pomník a dřevěný kříž.
V roce 1975 byla v Rudíkově postavena školní budova, která byla projektována jako škola, kam bude jezdit mnoho návštěv. Do rudíkovské základní školy chodil prezident Ludvík Svoboda, součástí budovy byla také Síň tradic, která byla věnována někdejšímu prezidentovi Svobodovi, stejně tak byly v budově do tříd vybudovány průhledy do tříd, kterými delegace měly koukat na studenty. Škola je pojmenována po prezidentovi Svobodovi, toto pojmenování získala v roce 1980.
Česká pošta v rámci programu Pošta Partner jednala v roce 2016 o zrušení pošty a jejím provozování třetí osobou. V roce 2019 a 2020 byl upraven prostor tzv. obecního dvora, byly postaveny garáže, zřízena parkovací místa a upraveny prostory pro úředníky. V roce 2020 obec získala dotaci na stavbu obecního bytového domu.
V roce 2018 získala obec ocenění v soutěži Vesnice Vysočiny 2018, konkrétně obdržela Diplom za společenský život v obci.
Do roku 1849 patřil Rudíkov do velkomeziříčského panství, od roku 1850 patřil do okresu Jihlava, následně od roku 1855 do okresu Velké Meziříčí a od roku 1960 do okresu Třebíč. Mezi lety 1850 a 1879 byl součástí Rudíkova Přeckov a opět byl mezi lety 1976 a 1990 začleněn správně pod Rudíkov.  V roce 1964 správně začleněn Hroznatín pod Rudíkov.

## Obyvatelstvo
| Rok            | 1869 | 1880 | 1890 | 1900 | 1910 | 1921 | 1930 | 1950 | 1961 | 1970 | 1980 | 1991 | 2001 | 2011 | 2021 |
| -------------- | ---- | ---- | ---- | ---- | ---- | ---- | ---- | ---- | ---- | ---- | ---- | ---- | ---- | ---- | ---- |
| Počet obyvatel | 364  | 453  | 505  | 501  | 531  | 501  | 501  | 471  | 535  | 564  | 630  | 659  | 691  | 669  | 665  |
| Počet domů     | 64   | 74   | 80   | 85   | 100  | 98   | 92   | 122  | 122  | 128  | 150  | 182  | 196  | 218  | 237  |

## Obecní správa
V letech 1850–1950 k obci patřily Batouchovice a mezi lety 1850 a 1879 a mezi lety 1976 a 1990 také Rudíkov.

### Obecní symboly
Znak a vlajka byly obci uděleny rozhodnutím předsedy Poslanecké sněmovny Parlamentu České republiky dne 22. listopadu 2001.

## Politika
Do roku 2014 zastávala funkci starosty Jana Nožičková, od roku 2014 vykonává funkci starosty Zdeněk Souček.

### Volby do Poslanecké sněmovny
|       | 2006                | 2010                | 2013                | 2017                | 2021                 |
| ----- | ------------------- | ------------------- | ------------------- | ------------------- | -------------------- |
| 1.    | ČSSD (35,27 %)      | ČSSD (21,71 %)      | ANO 2011 (26,57 %)  | ANO (34,64 %)       | SPOLU (30,38 %)      |
| 2.    | ODS (30,36 %)       | ODS (17,69 %)       | ČSSD (19,21 %)      | Piráti (11,28 %)    | ANO (29,9 %)         |
| 3.    | KSČM (14,72 %)      | KSČM (14,2 %)       | KSČM (14,73 %)      | KSČM (10,23 %)      | Piráti+STAN (11,0 %) |
| účast | 65,20 % (326 z 500) | 69,85 % (373 z 534) | 69,58 % (380 z 549) | 67,85 % (382 z 563) | 74,30 % (422 z 568)  |

### Volby do krajského zastupitelstva
|      | 1.                 | 2.                       | 3.                         | účast               |
| ---- | ------------------ | ------------------------ | -------------------------- | ------------------- |
| 2000 | 4KOALICE (30,81 %) | KSČM (20,75 %)           | ODS (18,86 %)              | 33,61 % (168 z 500) |
| 2004 | ODS (27,34 %)      | KDU-ČSL (21,87 %)        | KSČM (21,87 %)             | 25,48 % (131 z 514) |
| 2008 | ČSSD (41,93 %)     | KSČM (18,27 %)           | ODS (15,59 %)              | 35,82 % (187 z 522) |
| 2012 | ČSSD (27,48 %)     | KSČM (19,9 %)            | KDU-ČSL (13,27 %)          | 41,21 % (222 z 546) |
| 2016 | ANO 2011 (22,7 %)  | KSČM (15,45 %)           | KDU-ČSL (14,97 %)          | 36,77 % (207 z 563) |
| 2020 | ANO (20,9 %)       | KDU-ČSL (20,49 %)        | Pro TOP Vysočinu (16,39 %) | 42,96 % (244 z 568) |
| 2024 | ANO (37,56 %)      | ODS+TOP 09+STO (15,22 %) | STAN+SNK ED (12,69 %)      | 33,96 % (198 z 583) |

### Prezidentské volby
V prvním kole prezidentských voleb v roce 2013 první místo obsadil Miloš Zeman (131 hlasů), druhé místo obsadil Karel Schwarzenberg (64 hlasů) a třetí místo obsadil Jiří Dienstbier (61 hlasů). Volební účast byla 72,08 %, tj. 392 ze 548 oprávněných voličů. V druhém kole prezidentských voleb v roce 2013 první místo obsadil Miloš Zeman (248 hlasů) a druhé místo obsadil Karel Schwarzenberg (132 hlasů). Volební účast byla 70,24 %, tj. 380 ze 541 oprávněných voličů.
V prvním kole prezidentských voleb v roce 2018 první místo obsadil Miloš Zeman (172 hlasů), druhé místo obsadil Jiří Drahoš (87 hlasů) a třetí místo obsadil Pavel Fischer (81 hlasů). Volební účast byla 74,51 %, tj. 418 ze 561 oprávněných voličů. V druhém kole prezidentských voleb v roce 2018 první místo obsadil Miloš Zeman (245 hlasů) a druhé místo obsadil Jiří Drahoš (170 hlasů). Volební účast byla 76,15 %, tj. 415 ze 545 oprávněných voličů.
V prvním kole prezidentských voleb v roce 2023 první místo obsadil Andrej Babiš (161 hlasů), druhé místo obsadil Petr Pavel (135 hlasů) a třetí místo obsadila Danuše Nerudová (59 hlasů). Volební účast byla 77,48 %, tj. 437 ze 564 oprávněných voličů. V druhém kole prezidentských voleb v roce 2023 první místo obsadil Petr Pavel (253 hlasů) a druhé místo obsadil Andrej Babiš (177 hlasů). Volební účast byla 79,56 %, tj. 432 ze 543 oprávněných voličů.

## Doprava
Kolem obce vede silnice II/360, která je přivaděčem k dálnici D1, v roce 2021 by měla být rozšířena a rekonstruována právě v oblasti okolo Rudíkova. Spolu s tím je navržena stavba průchodu pod silnicí nedaleko rudíkovského hřbitova. V roce 2019 je plánována rekonstrukce cesty k železničnímu nádraží. Obec prohlásila, že pokud nebude zajištěn bezpečný přechod přes nově budovoanou silnici, tak budou stavbu nového obchvatu obce, po kterém se má jezdit rychlostí 90 km/h, blokovat.
Kolem základní školy vede komunikace, na které je rychlost omezena na 30 km/h; ta není dodržována a tak bylo rozhodnuto, že na jaře roku 2021 bude umístěn u školy zpomalovací práh.

## Pamětihodnosti
- Kostel svatého Petra a Pavla z roku 1801
- Boží muka (kaplička) z roku 1803
- Rybník Herádka
- v zaniklé vesnici Chroustov stávala tvrz z poloviny 14. století, zanikla kolem roku 1500[46]
- rozhledna v obci z roku 2024[47]

## Osobnosti
- Alois Nožička (* 1934), český fotograf a kameraman
- Alois Mikyska (1918–1988), historik, spisovatel, nakladatel
- Bohuslav Milostný (1882–1945), řídící učitel rudíkovské školy a odbojář
- Jakub Pavelka (1865–1934), kněž, působil jako kaplan v Rudíkově v letech 1889–1901[5]
- Vladimír Šťastný (1841–1910), kněz a spisovatel[5]
- Jaroslav Vaněk (1923–2016), překladatel a pedagog
- Jan Voneš (* 2000), český dráhový cyklista

## Kultura
V obci působí řada aktivních spolků, které pořádají pro spoluobčany spoustu akcí (Samozvaná kuželkářská společnost, Sokol, SDH, sportovní kluby). Na kopci u Rudíkova byla na vodovodním potrubí z vodní nádrže Mostiště postavena armaturní šachta v podobě ponorky.